# ドブ板選挙
ドブ板選挙（ドブいたせんきょ）は、日本における選挙戦術の一種。ドブ板戦術、ドブ板活動とも言う。

## 概要
かつての選挙活動では、候補者や運動員が有権者に会うために民家を一軒一軒（場合によっては後援者の民家でミニ集会も行う）回った。その際、各家の前に張り巡らされた側溝（ドブ）を塞ぐ板を渡り、家人に会って支持を訴えたことが「ドブ板選挙」の由来であり、軒並み、しらみつぶし型の選挙を「ドブ板選挙」と呼ぶようになった。
現在公職選挙法では戸別訪問を禁止しているため、街頭演説等小規模施設での集会や、徒歩で街頭を回り通行人に握手を求める等、選挙区の一人ひとりに直に支持を訴える方法で行われる。また餅つきや盆踊りなど地元のイベントへ参加し顔を覚えてもらう手法もある。
一般に日本の選挙においては、三バン（地盤＝後援会、看板＝知名度、カバン＝資金）の揃っている候補者が有利とされ、いずれかで劣る候補者は、支持拡大のための戦術のひとつとして、ドブ板選挙を選択する。田中角栄は「歩いた家の数しか票は出ない。手を握った数しか票は出ない。」と唱え、自派の候補者にドブ板選挙を強く推奨したほか、現在では角栄の影響を強く受けた小沢一郎などの政治家が、自グループの候補者にドブ板選挙を積極的に勧めている。
一方で、青島幸男のように選挙公報作成と政見放送録画を除けばほぼ全く選挙活動をせず、ドブ板選挙の反対を行きながら、高い知名度を武器に公職選挙に当選するタレント候補や、SNSやネット動画を利用した「空中戦」で多くの票を集めた山田太郎などもいる。
戸別訪問が禁止されている現行選挙においてもこの用語が使われることがままあり、例えば2020年東京都知事選挙の報道では「街頭演説」をどぶ板と称している。
選挙活動ではドブ板選挙、政治に関係なくただの支持を訴える活動などにおいてはドブ板活動と、用語を使い分ける場合が多い。

## その他
- 選挙活動ではない、学会などただ単に自らへの支持を訴えるために一人一人説得して回る活動はドブ板活動と呼ぶ。
- また、地道に活動していくことをドブ板戦術と呼ぶ。
- 選挙プランナーの三浦博史は、ポスター、ビラ、ネット、新聞広告、選挙公報などの媒体を駆使したり、街頭演説や駅頭演説など不特定多数の有権者にアピールしたりする「空中戦」に対し、ドブ板選挙を「地上戦」と分類している[4]。